# Distretto di Mueang Songkhla
Il distretto di Mueang Songkhla (in thailandese: เมืองสงขลา) è un distretto (amphoe) della Thailandia, situato nella provincia di Songkhla, della quale è il capoluogo.